# مروان خير الدين
مروان خير الدين (14 فبراير 1968 -) هو رئيس مجلس الإدارة والرئيس التنفيذي لـبنك الموارد اللبناني.

## حياته ونشأته
مروان سليم خير الدين من مواليد حاصبيا في 14 قبراير 1968، حاصل على ماجستير في إدارة الأعمال عام 1993 من "جامعة كولومبيا" في الواليات المتحدة الأميركية، وبكالوريوس في إدارة الأعمال عام 1989 من "جامعة ريتشموند" في المملكة المتحدة.
هو ابن رجل الأعمال سليم خير الدين، وشقيق زوجة الأمير طلال أرسلان. وهو متزوج من مايا كميل الرسامني ولديهم 4 أبناء.

## مسيرته[3][4]
- عضو مؤسس فب كل من الحزب الديمقراطي اللبناني منذ تأسيسه سنة 2001. و"منظمة الرؤساء الشباب"، و"جمعية القيادات العربية الشابة".[5]
- شغل العديد من المناصب، منها وزير الاقتصاد والتجارة، ووزير الدولة بين 2011 و،2014
- أستاذ محاضر في كلية إدارة الأعمال فب "الجامعة الأميركية فب بيروت"،
- مستشار الوزير "طلال أرسلان" عند تبوء الأخير حقائب السياحة، والمغربين، والشباب والرياضة.
- تبوأ منصب رئيس مركز "جمعية القيادات العربية الشابة" في لبنان،ك
- عين خير الدين مستشارا للوزير الأمير طلال ارسلان عند تبوء هذا الأخير كل من حقائب السياحة، المغتربين، الشباب والرياضة.
- تقلد العديد من المناصب فب "منظمة الرؤساء الشباب"، منها: رئيس القسم المالي، ورئيس قسم الانتساب، ورئيس قسم التواصل، ورئيس قسم التعليم، ورئيس مجلس الإدارة.
- عضوًا في مجلس إدارة كل من "بورصة بيروت" بين 1994 و،1999 و"جمعية المصارف في لبنان"،
- عمل في "مصرف فجدليتي" في الواليات المتحدة الأميركية، و"بنك قطر الوطني" في المملكة المتحدة
- شغل خير الدين منصب عضو مجلس إدارة بورصة بيروت من العام 1994 إلى العام 1999، واختير لعدة دورات عضوا في مجلس إدارة جمعية المصارف في لبنان.
- ابتدأ خير الدين حياته المهنية في العام 1989 كمعتمد اقراض مع بنك قطر الوطني في لندن، ومن ثم التحق بمصرف فيدليتي في الولايات المتحدة الاميركية، وبعدها التحق ببنك الموارد في العام 1992.
- مؤسس في مركز لبنان للجمعية الدولية وشغل فيها عدة مناصب من رئيس مجلس الإدارة إلى رئيس اقسام التعليم، الانتساب، التواصل، والقسم المالي، كما هو عضو مؤسس للجمعية الإقليمية «القيادات العربية الشابة» وشغل منصب أول رئيس لمركز هذه الجمعية في لبنان.
- أستاذ محاضر في كلية إدارة الأعمال في الجامعة الاميركية في بيروت منذ العام 1993 وحتى تاريخه، كما وحاضر في عدة ندوات ومؤتمرات محلية واقليمية ودولية.

## اتهامات
حقق الادعاء الفرنسي معه لسمحه لحاكم المركزي بغسل أموال